# Ульссон, Анна-Лиса
А́нна-Ли́са У́льссон-Ни́льссон (швед. Anna-Lisa Ohlsson-Nilsson; 5 октября 1925, Омоль — 13 апреля 2015, Алабама) — шведская гребчиха-байдарочница, выступала за сборную Швеции в начале 1950-х годов. Участница летних Олимпийских игр в Хельсинки, многократная победительница национальных первенств.

## Биография
Анна-Лиса Ульссон родилась 5 октября 1925 года в коммуне Омоль лена Вестра-Гёталанд. Активно заниматься греблей начала с раннего детства, проходила подготовку в местном спортивном клубе Åmåls Kanotförening.
Благодаря череде удачных выступлений удостоилась права защищать честь страны на летних Олимпийских играх 1952 года в Хельсинки, стартовала здесь в единственной женской дисциплине, в зачёте одиночных байдарок на дистанции 500 метров. В итоге в предварительном заезде показала время 2:28,3 и финишировала последней пятой, уступив финке Сильви Саймо и австрийке Гертруде Либхарт, которые впоследствии стали олимпийской чемпионкой и серебряной призёркой Олимпиады соответственно. Также её обошли венгерка Сесилия Хартман и француженка Эва Марион (в финальный заезд отбирались три первые байдарочницы). Во всей олимпийской регате хуже неё финишировали только британка Ширли Эскотт и представительница Швейцарии Элиза Зидлер, преодолевшие предварительные заезды за 2:34,4 и 2:43,1 соответственно.
Впоследствии вышла замуж и взяла фамилию Нильссон. Умерла 13 апреля 2015 года в возрасте 89 лет в Омоле.